# Prega Ramsamy

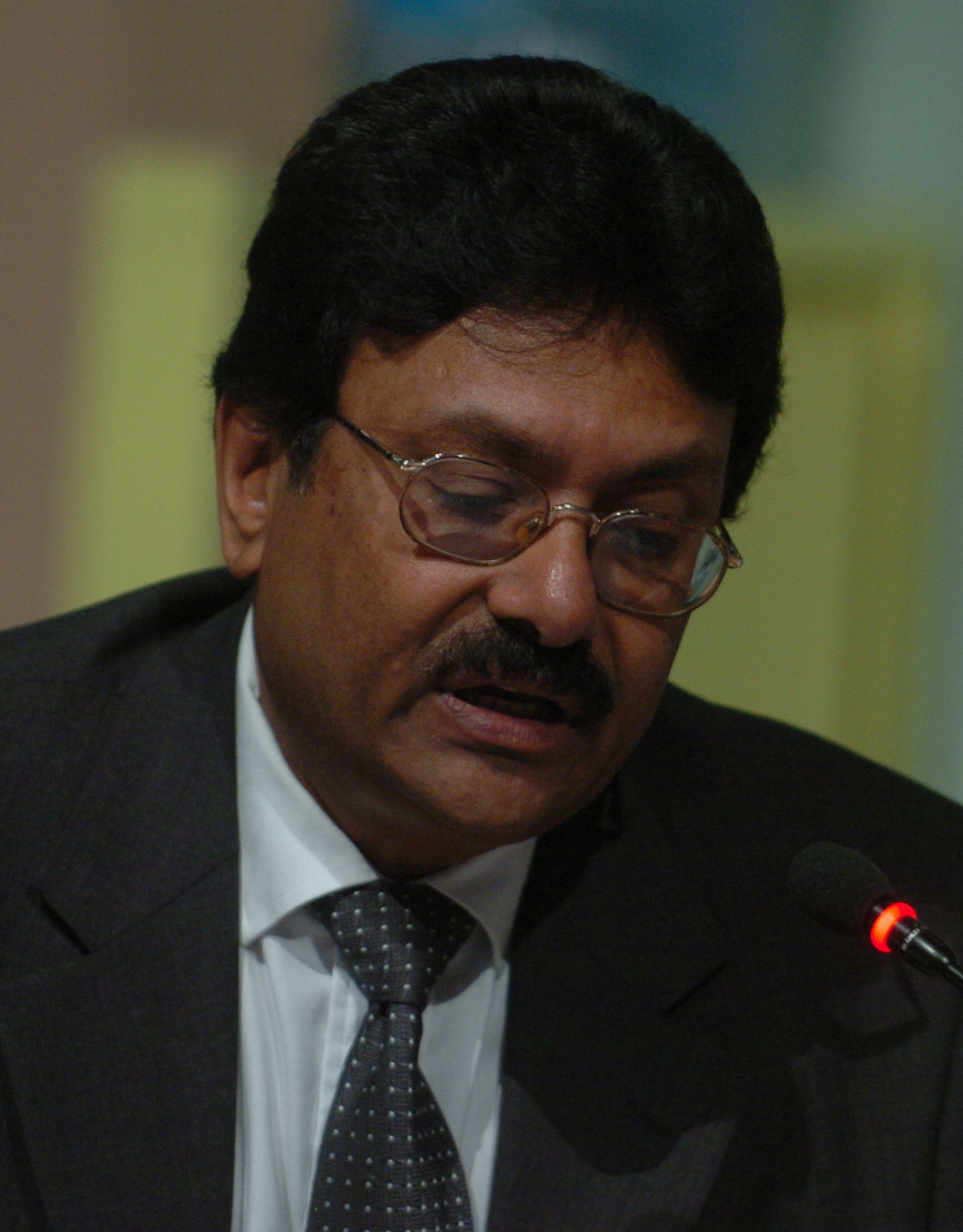
Ramsamy (2005)

Pakeereesamy „Prega“ Ramsamy (* 5. Mai 1950 in Beau Bassin-Rose Hill, Mauritius) ist ein aus Mauritius stammender Wirtschaftswissenschaftler und ehemaliger Exekutivsekretär der Südafrikanischen Entwicklungsgemeinschaft (SADC).

## Leben
Nach einem Studium wurde Ramsamy 1975 Ökonom im Ministerium für Wirtschaftsplanung von Mauritius, ehe er 1983 Leitender Experte für Handel beim Gemeinsamen Markt für das Östliche und Südliche Afrika (COMESA), einer regionalen Organisation mit Sitz in Lusaka wurde.
1991 erfolgte seine Ernennung zum Leiter für Technische Zusammenarbeit und Entwicklungshilfe der COMESA sowie später zum Direktor für Technische Zusammenarbeit und Finanzentwicklung. In dieser Funktion war er mit der Planung der regionalen makroökonomischen Politik für ein nachhaltiges Wirtschaftswachstum befasst sowie mit der Entwicklung von Projektvorschlägen für die Geberländer. Daneben stellte er neben anderen Aufgaben Leitlinien für die Mitgliedstaaten zu Themen wie Handelsliberalsierung auf.
1997 wechselte er zur Südafrikanischen Entwicklungsgemeinschaft (SADC), wo er Chefökonom wurde und aufgrund seiner vorherigen Tätigkeiten über einen reichhaltigen Erfahrungsschatz in der regionalen wirtschaftlichen Integrationspolitik verfügte. Später wurde er Stellvertretender Exekutivsekretär und führte in dieser Funktion als Nachfolger von Kaire Mbuende vom 1. Januar 2000 bis zum 9. März 2001 dessen Amt als Exekutivsekretär kommissarisch weiter.
Am 9. März 2001 wurde Ramsamy, der sich insbesondere um diplomatische Konsensbildung bemühte, offiziell Exekutivsekretär der SADC und bekleidete diese Funktion bis zu seiner Ablösung durch Tomaz Salomão am 1. September 2005. In dieser Funktion hielt er unter anderem im Januar 2005 eine Rede auf einer internationalen Konferenz anlässlich des zehnjährigen Bestehens des Barbados-Programms für die nachhaltige Entwicklung für kleine Inselentwicklungsstaaten.